# Karl Adalbert Sedlmeyer
Karl Adalbert Sedlmeyer (* 1. April 1903 in Budweis; † 14. März 1988 in Brannenburg) war ein deutscher Geograph. Sedlmeyer war Professor für Geographie an der Deutschen Universität Prag und an der Universität Regensburg.

## Leben
Sedlmeyer besuchte die Volksschule und das Gymnasium in Budweis. Von 1922 bis 1926 studierte er Geographie und Physik an der Deutschen Universität in Prag. Für einige Semester besuchte er auch die Universitäten in Wien, Breslau und München. 1926 promovierte er an der Prager Universität mit der Dissertation Der Niederschlag auf der Südseite des Erzgebirges als Funktion der Seehöhe und des Böschungswinkels zum Doktor der Naturwissenschaften.
Ab 1927 war Sedlmeyer Assistent am Geographischen Institut der Deutschen Universität in Prag, wo er sich 1930 auch habilitierte und als Privatdozent für Geographie lehrte.
Später übernahm er eine Anstellung am Wiener Kriegsarchiv. Von 1937 bis 1941 erhielt er eine außerordentliche Professur für Geographie an der Naturwissenschaftlichen Fakultät der Deutschen Universität in Prag und war von 1938 bis 1939 gleichzeitig Leiter des Geographischen Instituts. Anfang April 1939 wurde Sedlmeyer Mitglied der NSDAP, er war außerdem Mitglied der Nationalsozialistischen Volkswohlfahrt. Ab 1941 übernahm er einen Lehrauftrag an der Universität Rostock. Von 1942 bis zum Ende des Zweiten Weltkrieges leistete Sedlmeyer Militärdienst in der Wehrmacht. 1945 geriet er in amerikanische Kriegsgefangenschaft, aus der er 1946 entlassen wurde.
Noch im gleichen Jahr, bis 1950, wurde er Lehrbeauftragter an der Philosophisch-Theologischen Hochschule in Dillingen an der Donau. 1952 folgte er dem Ruf als Professor für Geographie, Klimatologie und Wirtschaftsgeographie an die Regensburger Universität, an der er bis 1955 tätig war. Von 1962 bis 1968 war Sedlmeyer Lehrbeauftragter an der Schule für Nachrichtenwesen der Bundeswehr in Bad Ems und wurde zum Oberregierungsrat ernannt.
Sedlmeyer war Gründungsmitglied der Sudetendeutschen Akademie der Wissenschaften und Künste, Mitglied im Wissenschaftlichen Beirat des Collegium Humanum, der Deutschen Pestalozzi-Gesellschaft und des Collegium Carolinum sowie Kreisvorsitzender des Bundes der vertriebenen Deutschen. 1980 erhielt er den Kulturpreis für Wissenschaft der Sudetendeutschen Landsmannschaft.
Sein schriftlicher Nachlass mit einer Laufzeit von 1952 bis 1971 befindet sich im Bayerischen Hauptstaatsarchiv in München.

## Veröffentlichungen (Auswahl)
- Die Seenforschung in der Hohen Tatra. Karpatenverein, Kesmark 1928.
- Charakteristiken der Temperatur der Luft und der Meeresoberfläche an der niederländischen Küste. Geographisches Institut der deutschen Universität, Prag 1928.
- Die Seen des Mengsdorfer Tales und der Tschirmersee in der Hohen Tatra. Hydrographische Untersuchungen 1928/29. Geographisches Institut der deutschen Universität, Prag 1930.
- Ein Beitrag zur Klimatologie des Teiches. Neumann, Berlin 1931.
- Die natürlichen Landschaften der Sudetenländer. Deuticke, Wien 1941.
- Zur Geographie des Hungers. Eine soziologische Studie. Pick, Hagen 1962.
- Landeskunde der Sowjetunion. Bernard u. Graefe, Frankfurt 1968.
- Landeskunde der Tschecho-Slowakei. Bernard u. Graefe, Frankfurt 1973, ISBN 3-7637-5122-X.
- Budweis. Budweiser und Stritschitzer Sprachinsel. als Herausgeber, Bergemann und Mayr, Miesbach 1979.